# 科夫賴 (佐洛托諾沙區)
49°49′33″N 31°56′14″E / 49.82583°N 31.93722°E
科夫賴（烏克蘭語：Коврай）是位於烏克蘭中部的村莊，由切爾卡瑟州佐洛托諾沙區的赫利米亞濟夫市鎮負責管轄。該村始建於十八世紀，面積30.6平方公里，海拔高度102米，2001年人口851，人口密度每平方公里27.8人。